# Mechanizm zasilający
Mechanizm zasilający – jeden z podstawowych mechanizmów krosna, odmierzający i podający odcinek osnowy potrzebny do utworzenia elementu tkaniny. Mechanizm zasilający wraz z mechanizmem odbiorczym tworzą zespół wytwarzający odpowiednie napięcie wstępne w nitkach osnowy, dlatego ich praca musi być ściśle zsynchronizowana.

## Elementy mechanizmu zasilającego
Mechanizm zasilający składa się z kilku podzespołów i elementów:
- wałek osnowowy – wałek drewniany lub w postaci stalowej rury z aluminiowymi lub stalowymi tarczami, zabezpieczającymi brzegowe nitki osnowy przed zsuwaniem. W zależności od rodzaju mechanizmu zasilającego na obu końcach wałka nałożone są bębny hamulcowe lub z jednej strony sprzęgło do połączenia z regulatorem.
- hamulec lub regulator osnowowy – właściwy mechanizm zasilający, który współpracując z innymi mechanizmami zapewnia odpowiednie napięcie nitek osnowy.
- przewał – poziomy wałek lub belka, która zmienia kierunek biegu osnowy z pionowego na poziomy. Przewał może być wykonany jako:
  1. stały – pozioma belka, na której osnowa załamuje się pod kątem ok. 900. Stosowany na krosnach lniarskich i bawełniarskich. Ponieważ przewał jest nieruchomy, między nim a nitkami osnowy występuje dość duże tarcie, co jest zjawiskiem niekorzystnym.
  2. obrotowy stały – ułożyskowany wałek obracany przez przesuwającą się osnowę. Tarcie nitek osnowy o przewał nie występuje. Stosowane na krosnach jedwabniczych.
  3. obrotowy uchylny
    - sprężynowy – wychylenia przewału wymusza zmieniające się napięcie w nitkach osnowy. Stosowany na krosnach z regulatorem osnowowym, zalecany do tkanin o splocie płóciennym.
    - sterowany – wychylenia przewału wymuszone są przez krzywkę sterującą. Przewały tego typu stosowane są w krosnach ciężkich i mają za zadanie kompensowanie wzrastającego napięcia nitek osnowy w chwili otwierania przesmyku
- zespół drążków rozdzielających – dwie cienkie listwy o przekroju elipsowatym lub okrągłym, drewniane lub stalowe, stałe lub ruchome, rozdzielające nitki osnowy i utrzymujące ich równoległość.

## Podział mechanizmów zasilających
Mechanizmy zasilające dzielą się:
1. ze względu na sposób działania:
  - mechanizmy stałonapięciowe (negatywne) – podają odcinki osnowy o różnej długości, zależnej od grubości wątku. Dzięki temu napięcie wstępne osnowy utrzymuje się na stałym poziomie w całym procesie tkania. Stosowane do produkcji tkanin, w których użyto wątku z przędzy o dużym zróżnicowaniu grubości.
  - mechanizmy stałoodcinkowe (pozytywne) – podają odcinki osnowy o stałej długości niezależnie od grubości wątku. Napięcie wstępne osnowy zmienia się i przy cienkich odcinkach wątku, napięcie osnowy maleje, a przy grubszych odcinkach napięcie wzrasta. Stosowane w produkcji tkanin, w których wątek wykonany z przędz nitkowanych, wykazuje dużą równomierność.
2. ze względu na konstrukcję
  - hamulce osnowowe – proste urządzenia (hamulce cierne) wytwarzające odpowiednie napięcie w nitkach osnowy w sposób bierny. To grubość wątku decyduje o długości podawanego odcinka osnowy. W przypadku braku wątku w przesmyku osnowa nie jest podawana (teoretycznie). Istotną wadą hamulców jest wzrastające napięcie w osnowie w miarę jak średnica nawoju osnowowego maleje. Zmusza to obsługę do okresowej korekty siły hamowania. Istnieją też konstrukcje kontrolujące średnicę nawoju i samoczynnie korygujące siłę hamowania, tzw. hamulce kompensacyjne lub różnicowe. Hamulce należą do grupy mechanizmów stałonapięciowych.
  - regulatory osnowowe – rozbudowane mechanizmy o działaniu czynnym, wyposażone w czujniki średnicy nawoju osnowowego, urządzenia do kompensowania gwałtownych skoków napięcia osnowy w momencie otwierania przesmyku oraz przybicia wątku. Regulatory osnowowe otrzymują napęd od podpory (nogi) bidła i wykonywane są jako stałoodcinkowe oraz stałonapięciowe.

Mechanizmy zasilające mogą pełnić swoją funkcję tylko przy współpracy z mechanizmami odbiorczymi. Obydwa te mechanizmy wytwarzają w nitkach osnowy odpowiednie napięcie, które jest niezbędne podczas tworzenia tkaniny. Za małe napięcie lub jego brak uniemożliwia utworzenie czystego przesmyku i wprowadzenie wątku, czyli utworzenie elementu tkaniny. Mechanizmy odbiorcze, podobnie jak zasilające, również dzielą się na stałoodcinkowe i stałonapięciowe. Od odpowiedniego doboru tych mechanizmów zależą niektóre parametry tkaniny, dlatego stosuje się różne ich zestawienia na krośnie.